# Coupe Sels
Pour les articles homonymes, voir Sels.
La Coupe Sels (en néerlandais : Schaal Sels Merksem-Johan Museeuw Classic) est une course cycliste disputée en Belgique autour de Merksem. Créée en 1921, elle fait partie de l'UCI Europe Tour depuis 2005, en catégorie 1.1. Courue traditionnellement à la fin du mois d'août, elle a été organisée au début du mois de septembre pour la première fois en 2007.
Son nom rend hommage au journaliste Jean-Charles Sels, collaborateur d'Henri Desgrange et inventeur de la « voiture balai ». L'édition 2014 est annulée. En 2019, elle prend le nom de Schaal Sels Merksem-Johan Museeuw Classic et depuis lors, l'épreuve est une des manches de la Coupe de Belgique sur route.

## Palmarès

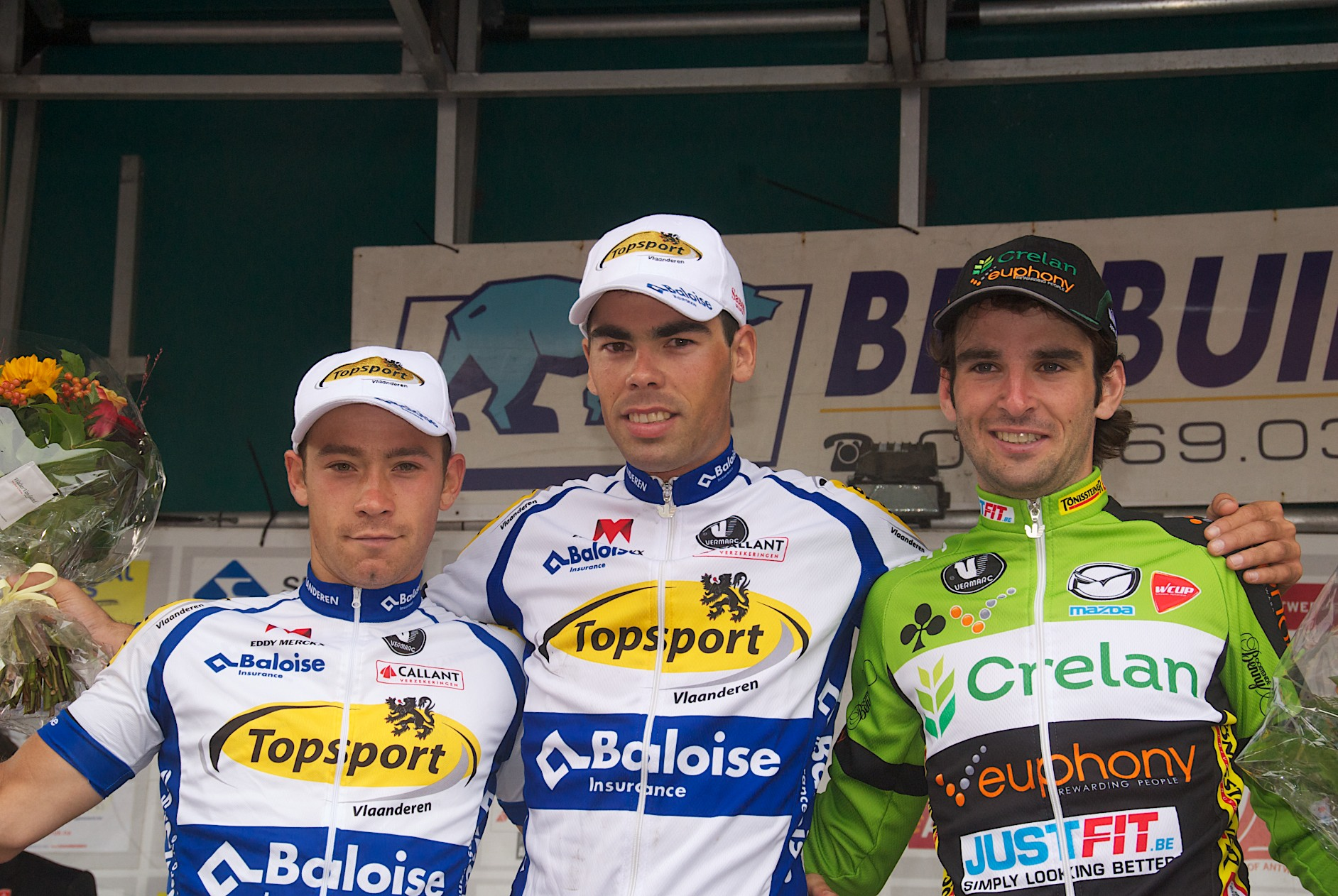
Podium de l'édition 2013 : Michael Van Staeyen (2e), Pieter Jacobs (1er) et Baptiste Planckaert (3e).

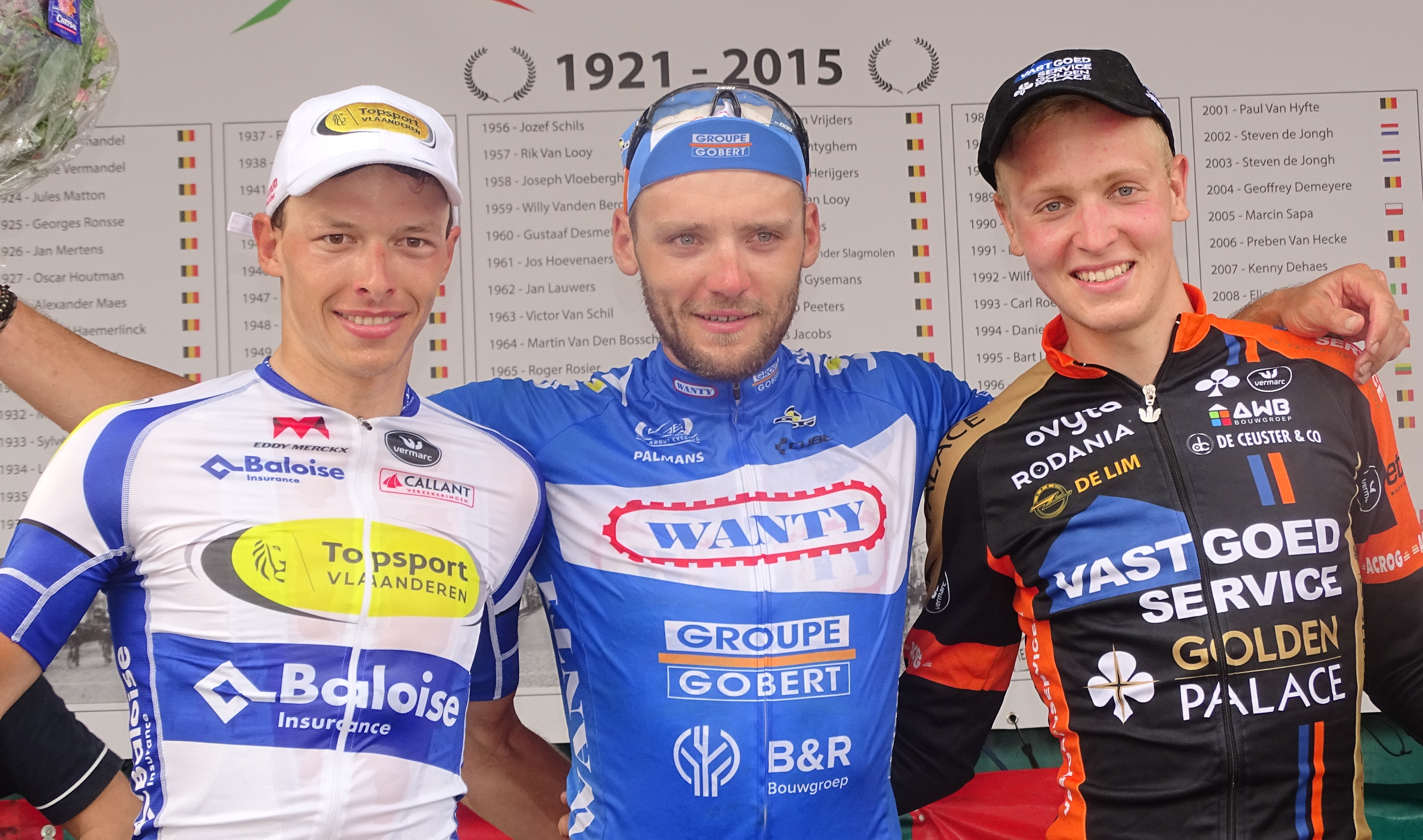
Podium de l'édition 2015 : Oliver Naesen (2e), Robin Stenuit (1er) et Tim Merlier (3e).

| Année                                                           | Vainqueur                 | Deuxième             | Troisième               |                  |
| --------------------------------------------------------------- | ------------------------- | -------------------- | ----------------------- | ---------------- |
| 1921                                                            | René Vermandel            | Edmond van Heyneghem | Edouard Maes            |                  |
| 1922 Non disputée                                               |                           |                      |                         |                  |
| 1923                                                            | René Vermandel            | Jules Van Hevel      | Victor Standaert        |                  |
| 1924                                                            | Jules Matton              | Auguste Verdyck      | René Vermandel          |                  |
| 1925                                                            | Georges Ronsse            | Denis Verschueren    | René Vermandel          |                  |
| 1926                                                            | Jan Mertens               | René Vermandel       | August Mortelmans       |                  |
| 1927                                                            | Oscar Houtman             | Léon Van Aken        | Jules Deschepper        |                  |
| 1928                                                            | Alexandre Maes            | Joseph Dervaes       | August Meuleman         |                  |
| 1929                                                            | Alfred Hamerlinck         | Jan Meeuwis          | Joannes Van Ballaert    |                  |
| 1930                                                            | Frans Bonduel             | Kamiel De Graeve     | Maurice Seynaeve        |                  |
| 1931                                                            | Odiel Van Hevel           | Odiel Van Eenoghe    | Romain Gijssels         |                  |
| 1932                                                            | Maurice Croon             | Frans Bonduel        | August Mortelmans       |                  |
| 1933                                                            | Sylvère Maes              | Victor Gernaeye      | Frans Dictus            |                  |
| 1934                                                            | Leo De Ryck               | Corneille Leemans    | Constant Struyven       |                  |
| 1935                                                            | Sylvain Grysolle          | Joseph Somers        | Maurice Croon           |                  |
| 1936                                                            | Sylvain Grysolle          | Edgard De Caluwé     | Maurice Croon           |                  |
| 1937                                                            | Frans Bonduel             | Jozef Palmans        | Edmond Delathouwer      |                  |
| 1938                                                            | Frans Spiessens           | Joseph Geets         | Leo De Ryck             |                  |
| 1939-1940 Non disputée                                          |                           |                      |                         |                  |
| 1941                                                            | Maurice Clautier          | Georges Claes        | Jan De Voeght           |                  |
| 1942                                                            | Gustaaf Van Overloop      | Georges Claes        | Lode Poels              |                  |
| 1943                                                            | André Defoort             | René Janssens        | Stan Ockers             |                  |
| 1944-1945 Non disputée                                          |                           |                      |                         |                  |
| 1946                                                            | Jérôme Dufromont          | Karel De Baere       | Raymond De Smedt        |                  |
| 1947                                                            | August Van Mirlo          | Edward Van Dyck      | Adolph Verschueren      |                  |
| 1948                                                            | Jos De Beukelaere         | Gerard Buyl          | Louis De Stobbeleire    |                  |
| 1949                                                            | Edward Peeters            | Louis Hardiquest     | Ernest Sterckx          |                  |
| 1950                                                            | Ernest Sterckx            | Albert Ramon         | Maurice Blomme          |                  |
| 1951                                                            | Lucien Mathys             | Maurice Blomme       | Louis Brusselmans       |                  |
| 1952                                                            | Marcel Dierkens           | Omer van der Voorden | Ernest Sterckx          |                  |
| 1953                                                            | Gerard Buyl René Mertens  |                      | Frans Loyaerts          |                  |
| 1954                                                            | Henri Jochums Stan Ockers |                      | Jozef De Feyter         |                  |
| 1955                                                            | Jozef Mariën              | Willy Truye          | Boudewijn Devos         |                  |
| 1956                                                            | Jozef Schils              | Frans Van Den Bosch  | Léopold Degraeveleyn    |                  |
| 1957                                                            | Rik Van Looy              | Gustaaf De Smet      | Jos Dillen              |                  |
| 1958                                                            | Joseph Vloeberghs         | Gilbert Saelens      | Piet Oellibrandt        |                  |
| 1959                                                            | Willy Vanden Berghen      | Marcel Janssens      | Jan Zagers              |                  |
| 1960                                                            | Gustaaf De Smet           | Jozef Schils         | Willy Butzen            |                  |
| 1961                                                            | Jos Hoevenaars            | Maurice Joosen       | Jan De Roover           |                  |
| 1962                                                            | Jan Lauwers               | Piet Damen           | Arthur Decabooter       |                  |
| 1963                                                            | Victor Van Schil          | Frans Aerenhouts     | Frans Melckenbeeck      |                  |
| 1964                                                            | Martin Van Den Bossche    | Ludo Janssens        | Romain Van Wijnsberghe  |                  |
| 1965                                                            | Roger Rosiers             | Gustaaf De Smet      | Gilbert Maes            |                  |
| 1966                                                            | Edward Sels               | Frans Aerenhouts     | Jan Boonen              |                  |
| 1967                                                            | Jozef Boons               | André Poppe          | Gilbert Gijssels        |                  |
| 1968                                                            | Edward Sels               | Georges Pintens      | Frans Mintjens          |                  |
| 1969                                                            | Jos Huysmans              | Victor Van Schil     | Eddy Goossens           |                  |
| 1970                                                            | Herman Vanspringel        | Noël Vantyghem       | Willy Van Neste         |                  |
| 1971                                                            | Herman Vrijders           | André Dierickx       | Roger Rosiers           |                  |
| 1972                                                            | Noël Vantyghem            | André Dierickx       | Frans Verhaegen         |                  |
| 1973                                                            | August Herijgers          | Victor Van Schil     | Florimond Van Hooydonck |                  |
| 1974                                                            | Frans Van Looy            | Roger Rosiers        | Marcel Laurens          |                  |
| 1975                                                            | Jos Jacobs                | Serge Vandaele       | Frans Van Looy          |                  |
| 1976                                                            | Marcel Van der Slagmolen  | Marc Renier          | Eric Leman              |                  |
| 1977                                                            | Emiel Gysemans            | Eddy Vanhaerens      | Jos Van De Poel         |                  |
| 1978                                                            | Ludo Peeters              | Eric Van De Wiele    | Hendrik Caethoven       |                  |
| 1979                                                            | Jos Jacobs                | René Dillen          | Marcel Laurens          |                  |
| 1980                                                            | Benjamin Vermeulen        | Willem Peeters       | Willy De Smet           |                  |
| 1981                                                            | Walter Schoonjans         | Ronny Van Holen      | Eddy Van Hoof           |                  |
| 1982                                                            | Jan Bogaert               | Jozef Lieckens       | Guido Van Sweevelt      |                  |
| 1983                                                            | René Martens              | Ortaire Goossens     | Michel Goffin           |                  |
| 1984                                                            | Gery Verlinden            | Stefan Morjean       | Luc Govaerts            |                  |
| 1985                                                            | Luc Govaerts              | Marc Sprangers       | Marc Moens              |                  |
| 1986                                                            | Frank Verleyen            | John Dekeukelaere    | Johan Capiot            |                  |
| 1987                                                            | Ludo De Keulenaer         | Wim Van Eynde        | Johan Jeurissen         |                  |
| 1988                                                            | Patrick Verschueren       | Nico Roose           | Jacques Verbrugge       |                  |
| 1989                                                            | Carl Roes                 | André Vermeiren      | Marc Sprangers          |                  |
| 1990                                                            | Peter Spaenhoven          | Bruno Geuens         | Christ Lefever          |                  |
| 1991                                                            | Edwig Van Hooydonck       | Bart Van de Water    | Werner Van Rompaey      |                  |
| 1992                                                            | Wilfried Peeters          | Danny Daelman        | Peter De Clercq         |                  |
| 1993                                                            | Carl Roes                 | Franky De Buyst      | Johan Buelens           |                  |
| 1994                                                            | Daniel Verelst            | Eric Torfs           | Ludo Dierckxsens        |                  |
| 1995                                                            | Bart Leysen               | Aart Vierhouten      | Bart Heirewegh          |                  |
| 1996                                                            | Glenn D'Hollander         | Johan Verstrepen     | Werner Van Rompaey      |                  |
| 1997                                                            | Tom Steels                | Jo Planckaert        | Jans Koerts             |                  |
| 1998                                                            | Danny Nelissen            | Jo Planckaert        | Raymond Meijs           |                  |
| 1999                                                            | Fred Rodriguez            | Christophe Detilloux | Christophe Moreau       |                  |
| 2000                                                            | Steven de Jongh           | Henk Vogels          | Roger Hammond           |                  |
| 2001                                                            | Paul Van Hyfte            | Aart Vierhouten      | Niko Eeckhout           |                  |
| 2002                                                            | Steven de Jongh           | Allan Johansen       | Steven De Neef          |                  |
| 2003                                                            | Steven de Jongh           | Geert Verheyen       | Yuriy Metlushenko       |                  |
| 2004                                                            | Geoffrey Demeyere         | Peter Wuyts          | Peter van Agtmaal       |                  |
| 2005                                                            | Marcin Sapa               | Geert Omloop         | Dennis Haueisen         |                  |
| 2006                                                            | Preben Van Hecke          | Jens Renders         | Bert De Waele           |                  |
| 2007                                                            | Kenny Dehaes              | Stefan van Dijk      | Robbie McEwen           |                  |
| 2008                                                            | Elia Rigotto              | Kristjan Fajt        | Lieuwe Westra           |                  |
| 2009                                                            | Kris Boeckmans            | Boy van Poppel       | Andreas Stauff          |                  |
| 2010                                                            | Aidis Kruopis             | Stefan van Dijk      | Alexander Porsev        |                  |
| 2011                                                            | Aidis Kruopis             | Jacob Fiedler        | Michael Van Staeyen     |                  |
| 2012                                                            | Niko Eeckhout             | Christian Bertilsson | Jempy Drucker           |                  |
| 2013                                                            | Pieter Jacobs             | Michael Van Staeyen  | Baptiste Planckaert     |                  |
| 2014 Annulée pour cause de travaux'"`UNIQ--ref-00000037-QINU`"' |                           |                      |                         |                  |
| 2015                                                            | Robin Stenuit             | Oliver Naesen        | Tim Merlier             |                  |
| 2016                                                            | Wout van Aert             | Timothy Dupont       | Stijn Steels            |                  |
| 2017                                                            | Taco van der Hoorn        | Wout van Aert        | Tim Merlier             |                  |
| 2018                                                            | Timothy Dupont            | Alfdan De Decker     | Christophe Noppe        |                  |
| 2019                                                            | Attilio Viviani           | Timothy Dupont       | Michael Van Staeyen     |                  |
| 2020                                                            | annulé/abandonné          | annulé/abandonné     | annulé/abandonné        | annulé/abandonné |
| 2021                                                            | annulé/abandonné          | annulé/abandonné     | annulé/abandonné        | annulé/abandonné |
| 2022                                                            | Arnaud De Lie             | Christopher Lawless  | Kenneth Van Rooy        |                  |